# بارانيفكا
بارانيفكا (Баранівка) هي مدينة في محافظة جيتومير في أوكرانيا.
يبلغ عدد سكانها حوالي 12386 نسمة.